# Julio Bascuñán
Julio Alberto Bascuñán González (* 11. června 1978 Santiago de Chile) je fotbalový rozhodčí z Chile.

## Život
Julio Bascuñán se narodil 11. června 1978 v Santiago de Chile v Chile.
Roku 2008 debutoval v chilské první lize. Roku 2011 se stal mezinárodním rozhodčím FIFA. Soudcoval zápasy na Mistrovství Jižní Ameriky ve fotbale 2015 v Chile a na stejném turnaji o rok později v USA. Účastnil se jako sudí též utkání na Mistrovství světa ve fotbale 2018 v Rusku.